# Soner Cagaptay
Soner Çağaptay je turecko-americký politolog, žijící ve Spojených státech amerických. Je ředitelem výzkumného programu zabývajícího se Tureckem ve Washingtonském institutu politiky Blízkého východu (angl.: The Washington Institute for Near East Policy – WINEP). Je zkušeným historikem a expertem na turecko–americké vztahy, tureckou politiku a turecký nacionalismus.

## Vzdělání
Çağaptay získal doktorát v historii na Yaleově univerzitě v roce 2003. Jeho disertační práce se zabývala tematikou tureckého nacionalismu.
Kromě angličtiny a turečtiny jsou jeho výzkumnými jazyky i francouzština, němčina, španělština, bosenština, hejbrejština, ázerbájdžánština a osmanská turečtina.

## Kariéra

### Washingtonský institut pro blízkovýchodní politiku
Soner Çağaptay je společníkem (tzv. Beyer Family Fellow) a vedoucím odborníkem výzkumného programu pro Turecko a tureckou politiku ve Washingtonském institutu pro blízkovýchodní politiku ve Washingtonu, DC.

### Výuka
Çağaptay přednášel na univerzitách Yale, Princeton, Georgetown a Smith College o problematice Středního východu, Středomoří a Východní Evropy. Jeho témata o moderní turecké historii byla uvedena na Yaleově univerzitě poprvé po třiceti letech. V letech 2006–2007 se stal profesorem na katedře Blízkého východu na Princetonské univerzitě.
Také krátce působil na univerzitě Georgetown, na škole mezinárodní diplomacie Edmunda A. Walshe.
Určitou dobu také řídil turecký program na Foreign service institute, vzdělávací instituci pro diplomaty amerického ministerstva zahraničí.

### Úspěchy
Çağaptay získal řadu prestižních výzkumných pozic a grantů (Smith-Richardson, Mellon, Rice a Leylan) a také Ertegunovu pozici řádného profesora na Princetonu. Kromě toho je autorem čtyř knih o moderním Turecku: Islám, sekularismus a nacionalismus v Turecku: Kdo je to Turek (2006); Vzestup Turecka: První muslimská velmoc v 21. století (2014); Nový sultán: Erdogan a krize moderního Turecka (2017); a Erdoganova říše: Turecko a střední východ (2019).

## V médiích
Cagaptay se rozsáhle věnuje vztahům mezi Tureckem a Spojenými státy, turecké domácí politice, tureckému nacionalismu, vzestupu Turecka jako ekonomické velmoci a ankarské politice na Středním východě. Byly mu uveřejněny články ve vědeckých časopisech a významných mezinárodních tiskových médiích, včetně Wall Street Journal, New York Times, Washington Times, International Herald Tribune, Jane's Defence Weekly a Habertürk. Pravidelně píše pro nejstarší a nejvlivnější turecké anglicky psané noviny Hürriyet Daily News a přispívá i do blogu CNN Global Public Square. Také se objevuje ve zpravodajstvích Fox News, CNN, NPR (National Public Radio), al-Jazeera, BBC a CNN-Turk. Jeho nejnovější kniha Erdoganova říše: Turecko a střední východ vyšla v nakladatelství I.B. Tauris v září 2019.

## Knihy
- Islám, sekularismus a nacionalismus v moderním Turecku: Kdo je to turk? Archivováno 3. 5. 2009 na Wayback Machine. Recenze Archivováno 1. 6. 2016 na Wayback Machine., leden 2006.
- Vzestup Turecka: První muslimská velmoc dvacátého prvního století, únor 2014.
- Nový sultán: Erdogan a krize moderního Turecka (30. července 2017) ISBN 978-1784538262
- Erdoganova říše: Turecko a politika na Středním východě (19. září 2019) ISBN 978-1788317399

## Články
- Archivované publikace naleznete zde .

- Pro více analýz klikněte zde.

## Videa
- Kniha týdne CNN: „Erdoganova říše“
- Ankara se obrací k Moskvě: Pivot v turecké historii
- Poruší turecké získání ruských raket americké vazby?
- Turecko: Partner v krizi – Velká rozhodnutí PBS 2018
- Osmané: Evropští muslimští císaři
- Islám a sekularismus v moderním Turecku
- Politický islám: Kam směřuje? – Soner Cagaptay, PhD.
- Turecko: Ovlivní domácí protesty jeho zahraniční politiku?
- Obama a muslimský svět – CBS
- Obamova návštěva je o evropanství Turecka – Rusko dnes
- Zvrat štěstěny: Turecká rozpolcující se demokracie
- Erdoganovo Turecko a obrození Osmanské říše